# Moritz von Jacobi
Moritz von Jacobi (alemany: Moritz Hermann von Jacobi)  (Potsdam, 9 de setembre de 1801 (Julià) - Sant Petersburg, 11 de març de 1874), rus: Бори́с Семёнович Якоби, Borís Semiónovitx Iakobi, fou un físic i enginyer alemany i rus. Es va fer famós pel descobriment de la galvanoplàstia. Va construir el primer motor elèctric i el primer vaixell amb motor elèctric (el "Vaixell Jacobi").
Era germà gran del matemàtic Carl Gustav Jacob Jacobi, pare de l'inventor Vladímir Iakobi i del senador Nikolai Iakobi.

## Biografia

### Primers anys
Moritz Hermann von Jacobi va néixer en el si d'una rica família jueva. El pare del futur físic, Simon Jacobi (1772-1832), natural de Beelitz, era el banquer personal del rei Frederic Guillem III de Prússia; la mare, Rachel Lehman (1774-1848), era mestressa de casa.
A causa de l'absència d'un gymnasium a Potsdam que el preparés per entrar a la universitat, va estudiar a casa, sota la direcció del germà de la seva mare, l'oncle Lehmann. De l'1 d'abril de 1819 al 29 de febrer de 1820 va fer el servei militar com a voluntari. El gener de 1821 va aprovar les proves d'accés a la Universitat Humboldt de Berlín; per decisió dels seus pares, va ingressar a la Facultat d'Enginyeria Civil i després es va traslladar a la Universitat de Göttingen. El 1823 es va convertir en membre de la Societat Econòmica de Brandenburg, establerta a Potsdam. Després de completar la seva carrera (1829?) a Göttingen fins al 1833, va treballar com a arquitecte al departament de construcció de Prússia.

### La invenció del motor elèctric
El 1834 es va traslladar a Königsberg, on el seu germà petit Carl Jacobi ensenyava a la universitat. La seva passió per la física va portar Jacobi a fer un seguit d'invents, entre els quals es troba primer motor elèctric del món amb rotació directa de l'eix de treball. Abans de la invenció de Jacobi, hi havia dispositius elèctrics amb un moviment alternatiu o basculant de l'armadura. Jacobi va escriure sobre un d'ells:
| « | aquest dispositiu no serà altra cosa que una divertida joguina per enriquir les aules de física, no es pot utilitzar a gran escala amb cap benefici econòmic .... | » |

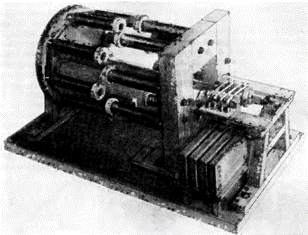
Motor elèctric de Jacobi. Museu Politècnic de Moscou

L'objectiu de Jacobi era crear un motor elèctric més potent amb la possibilitat del seu ús pràctic. El 1834 va crear un motor elèctric basat en el principi d'atracció i repulsió entre electroimants.
El motor consistia en dos grups d'imants: quatre estacionaris muntants al bastidor i la resta situats sobre un rotor giratori. Un interruptor inventat per un científic s'utilitzava per canviar alternativament la polaritat dels electroimants mòbils, el principi dels quals encara es fa servir en motors de tracció que s'utilitzen, per exemple, a les locomotores ferroviàries. El motor funcionava amb bateries galvàniques i en el moment de la seva creació era el dispositiu elèctric més avançat. El motor elevava una càrrega de 10 a 12 lliures (aproximadament 4–5 kg) a una velocitat d'1 peu (uns 30 cm) per segon. La potència del motor era d'uns 15 W i la velocitat del rotor era de 80-120 rpm. El mateix any, Jacobi va enviar un manuscrit que descrivia la seva obra a l'Acadèmia de les Ciències de París. L'invent es va examinar en una reunió de l'Acadèmia i gairebé immediatament es publicà l'obra Per tant, el motor construït al maig de 1834 a Königsberg, ja era àmpliament conegut al desembre de 1834

## Estada a l'Imperi Rus
La tasca de Jacobi fou molt apreciada per Friedrich von Struve i P. L. Schilling. Gràcies a les seves recomanacions, Jacobi va ser convidat a 1835 per al càrrec de professor al departament d'arquitectura civil de la Universitat Imperial de Dorpat (avui Universitat de Tartu, Estònia). Aquest any, Jacobi va publicar "Memòria sobre l'ús de l'electromagnetisme per a màquines de moviment", que va despertar un gran interès en els cercles acadèmics
El 1837, per recomanació de diversos membres de l'Acadèmia de Ciències de Sant Petersburg, Jacobi va elaborar un memoràndum amb una proposta sobre l'ús pràctic del seu motor elèctric "per impulsar un molí, vaixell o locomotora" i el va presentar al ministre d'Educació Pública i al president de l'Acadèmia, el comte Serguei Uvàrov. La proposta de Jacobi es va posar en coneixement de Nicolau I, que va ordenar la creació d'una "Comissió per a la producció d'experiments sobre l'adaptació de la força electromagnètica al moviment de màquines amb el mètode del professor Jacobi". L'almirall Adam Johann von Krusenstern va ser designat per dirigir la Comissió, que estava formada pels acadèmics Heinrich Lenz, P. L. Schilling i altres destacats científics. Es va assignar una fabulosa suma de 50.000 rubles per a aquesta tasca.

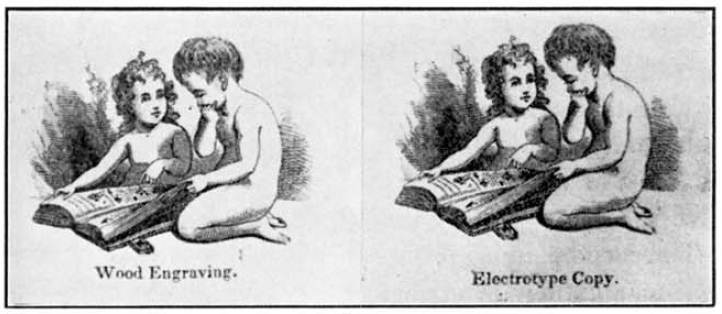
Una il·lustració de 1841 que mostra la diferència entre la impressió de tipografia mitjançant xilografia i galvanoplàstia.

La seva creativitat científica i tècnica era diversa. Jacobi va inventar diversos dispositius per mesurar la resistència elèctrica, que va anomenar voltagòmetre. El 1838, va descobrir la galvanoplàstia, també anomenada impressió elèctrica o electrotípia, un mètode per fer plaques d'impressió mitjançant electrodeposició. La manera de funcionar és antagònica a la d'una bateria. L'estereotip és una impressió presa d'una forma de tipus de plom mòbils, i s'utilitza per imprimir en lloc del tipus original. Aquesta tècnica va ser àmpliament utilitzada fins a principis del segle xx, quan fou substituïda per la impressió òfset.
Jacobi també va participar en el desenvolupament del telègraf elèctric. El 1839 va desenvolupar un instrument força similar al receptor de Samuel Morse. Per aquest procediment, era capaç d'enviar directament lletres i números. El 1842-1845, va intervenir en la posada en servei de la línia telegràfica entre Sant Petersburg i Tsàrskoie Seló mitjançant un cable subterrani.

Va desenvolupar bateries galvàniques, va treballar molt en la creació d'un nou tipus de mina anti-vaixell. La mina estava lligada al fons del mar per una àncora, un cable la connectava a una cel·la galvànica que l'alimentava des de la costa, la potència de la seva càrrega explosiva era igual a 14 quilograms (31 lliures) de pólvora negra. La seva producció va ser aprovada pel Comitè per a les Mines del Ministeri de Guerra de l'Imperi Rus i el 1854 es van col·locar 60 mines de Jacobi a les rodalies dels forts Pàvel i Alexandre (Kronstadt). Va ser l'iniciador de la formació d'equips galvànics a les unitats de sapadors de l'exèrcit rus; El 13 de setembre de 1838, al Nevà, sota la direcció de Jacobi, es van realitzar proves del primer vaixell elèctric del món, un vaixell propulsat per energia elèctrica. El motor del vaixell, creat pel científic, funcionava amb el corrent d'una bateria, que consistia en 320 cèl·les galvàniques. En les primeres proves, el vaixell va navegar amunt i avall pel riu, va recórrer una distància de 14 km en 7 hores, amb una velocitat mitjana de 2 km/h. El 1839 va construir un vaixell amb un motor electromagnètic. El vaixell va portar 14 passatgers pel riu Nevà a contra corrent, navegant a una velocitat de tres nusos. Aquesta va ser la primera aplicació de l'electromagnetisme a la gran locomoció.
Jacobi es va establir a Sant Petersburg, va acceptar la ciutadania russa i va considerar Rússia la seva segona pàtria fins al final de la seva vida.
Durant els darrers anys de la seva vida va estar al capdavant de l'Oficina de Física de l'Acadèmia de Ciències de Sant Petersburg. També va ser durant molt de temps membre del Consell de Fabricació del Ministeri d'Hisenda.
Va traspassar el 27 de febrer (11 de març) de 1874 a Sant Petersburg per un atac de cor. És enterrat al cementiri luterà de Smolensk, situat a l'illa Vassílievski.

## Reconeixement
Les obres de Jacobi van rebre un merescut reconeixement: el 1839 fou nomenat acadèmic adjunt de l'Acadèmia Imperial de Ciències, tres anys més tard es convertí en acadèmic extraordinari i el 1847 esdevingué acadèmic ordinari. Per la invenció de la galvanoplàstia, va rebre el Premi Demídov per un import de 5.000 rubles. El 1867 va rebre la Gran Medalla d'Or a l'Exposició Mundial de París, on va representar Rússia a la comissió internacional per al desenvolupament d'unitats comunes de mesures de pesos i monedes, defensant els avantatges del sistema mètric decimal. El 4 de desembre de 1864 se li va atorgar un títol nobiliari hereditari.

## Llei de Jacobi
Jacobi va formular la llei coneguda com el teorema de la màxima potència o ajust de la impedància, que estableix el següent:
| « | La potència màxima es transfereix quan la resistència interna de la font és igual a la resistència de la càrrega, quan la resistència externa pot ser variada, i la resistència interna és constant. | » |

És a dir, la transferència de potència màxima d'una font (amb una resistència interna fixa) a una càrrega, es produeix quan la resistència de la càrrega és la mateixa que la de la font. Aquesta llei és aplicable quan s'excita una càrrega tal com un motor elèctric mitjançant una bateria. Jacobi va obtenir el seu teorema empíricament, a partir d'observacions directes.